# Bilby (Kurzfilm)
Bilby ist ein animierter Kurzfilm von Liron Topaz, Pierre Perifel und JP Sans, der im Juni 2018 beim Festival d’Animation Annecy seine Premiere feierte.

## Handlung
Im australischen Outback. Ein Bilby versucht seine Früchte in Sicherheit zu bringen. Er wird von einer Waran verfolgt, kann sich aber durch einen Trick in ein Erdloch retten. Da findet er plötzlich auf dem Rücken liegend ein Albatrosse Küken. Erst will er, dass das Küken ihn nicht verfolgt, doch als sich eine Braunschlange nähert, muss er den Kleinen auf einen Felsen in Sicherheit bringen, auf den aber sofort mehrere Skorpion klettern. Auch ein hohler Baumstumpf ist kein sicherer Ort, da sofort ein Rudel Wildhunde zur Stelle ist.
Der Bilby lässt von den roten Früchte ab, die die Nashornkäfer wegrollen, und muss den Kleinen nun aus einer Gefahrensituation nach der anderen retten. Nicht nur vor gefährlichen und wilden Tieren wie Spinnen, Piranhas einem Weißer Hai und einer Kragenechse, sondern auch vor Leistenkrokodile und wütenden Insektenschwärmen muss er ihn beschützen. Unter Einsatz seines eigenen Leben manövriert er ihn durch im Outback umherziehende Horden von Ameisenigels, Emus und Kängurus, muss ihn in der Nacht vor den Wölfen versteckt halten und aus dem Schnabel eines Pelikans befreien. Aber nicht nur im Tierreich lauern Gefahren. Ein rollender Felsen bedroht ihr Leben, ebenso wie die Buschfeuer und Treibsand. Er schütz ihn auch vor Regen und Sturm und vor Eis und Kälte. 
Als er glaubt, seinen kleinen Schützling in Sicherheit gebracht zu haben entlässt er ihn im Aufwind an einem hohen Felsvorsprung in die Luft. Doch plötzlich wird der Kleine von einem Greifvogel gepackt. Mutig springt der Bilby hinterher und verdrischt den Vogel, bis der seinen neuen Freund fallen lässt. Auf dem Weg nach unten setzt er ihn sicher auf dem Felsvorsprung ab. Auch der weiter fallende Bilby gerät nun in den Aufwind und wird von diesem wieder nach oben befördert.

## Produktion
Als Bilbys werden vor allem in Australien Kaninchennasenbeutler bezeichnet, eine Gattung aus der Beuteltierordnung der Nasenbeutler. Regie bei der Produktion führten Liron Topaz, Pierre Perifel und JP Sans. Die Gefahren, auf die sie den Bilby und seinen Schützling im australischen Outback treffen lassen, sind vielfältig:

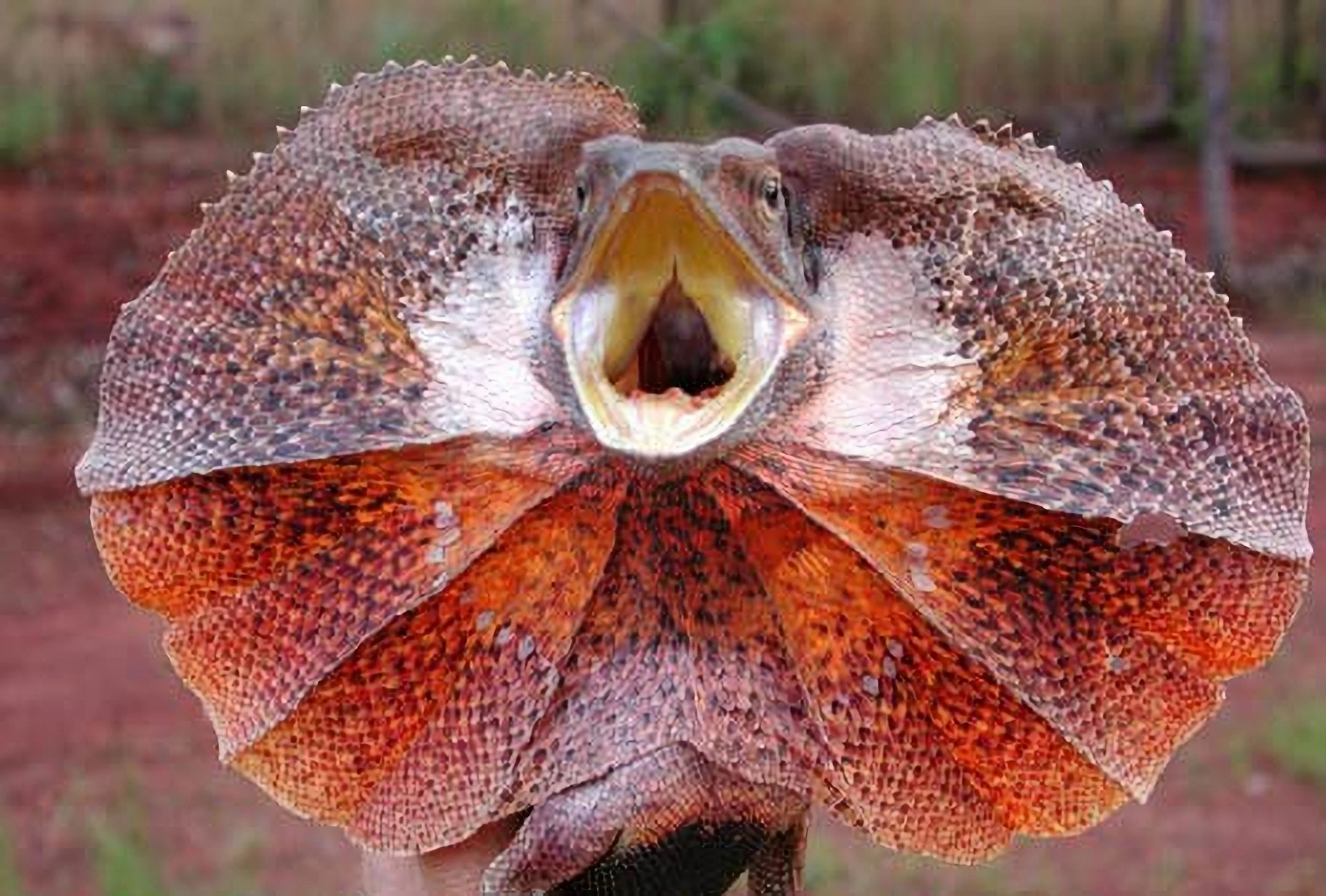
Eine Kragenechse
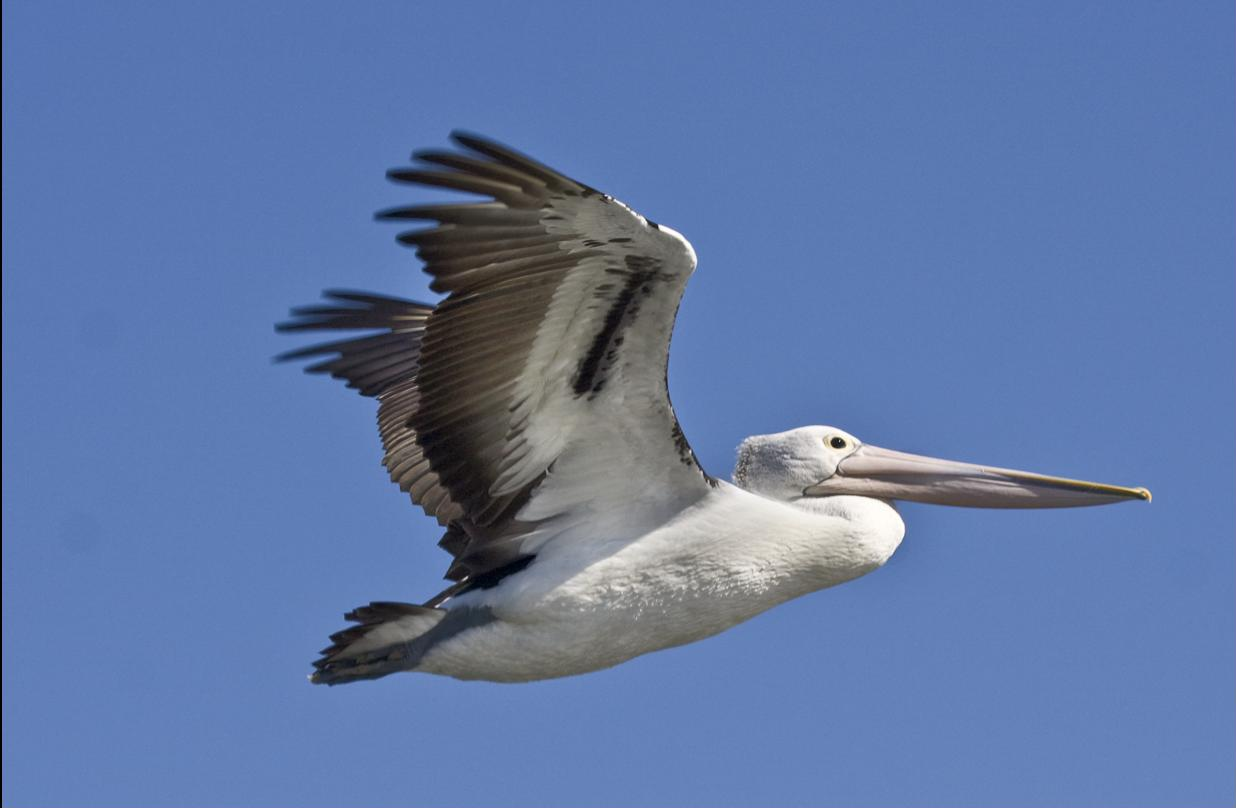
Ein Pelikan
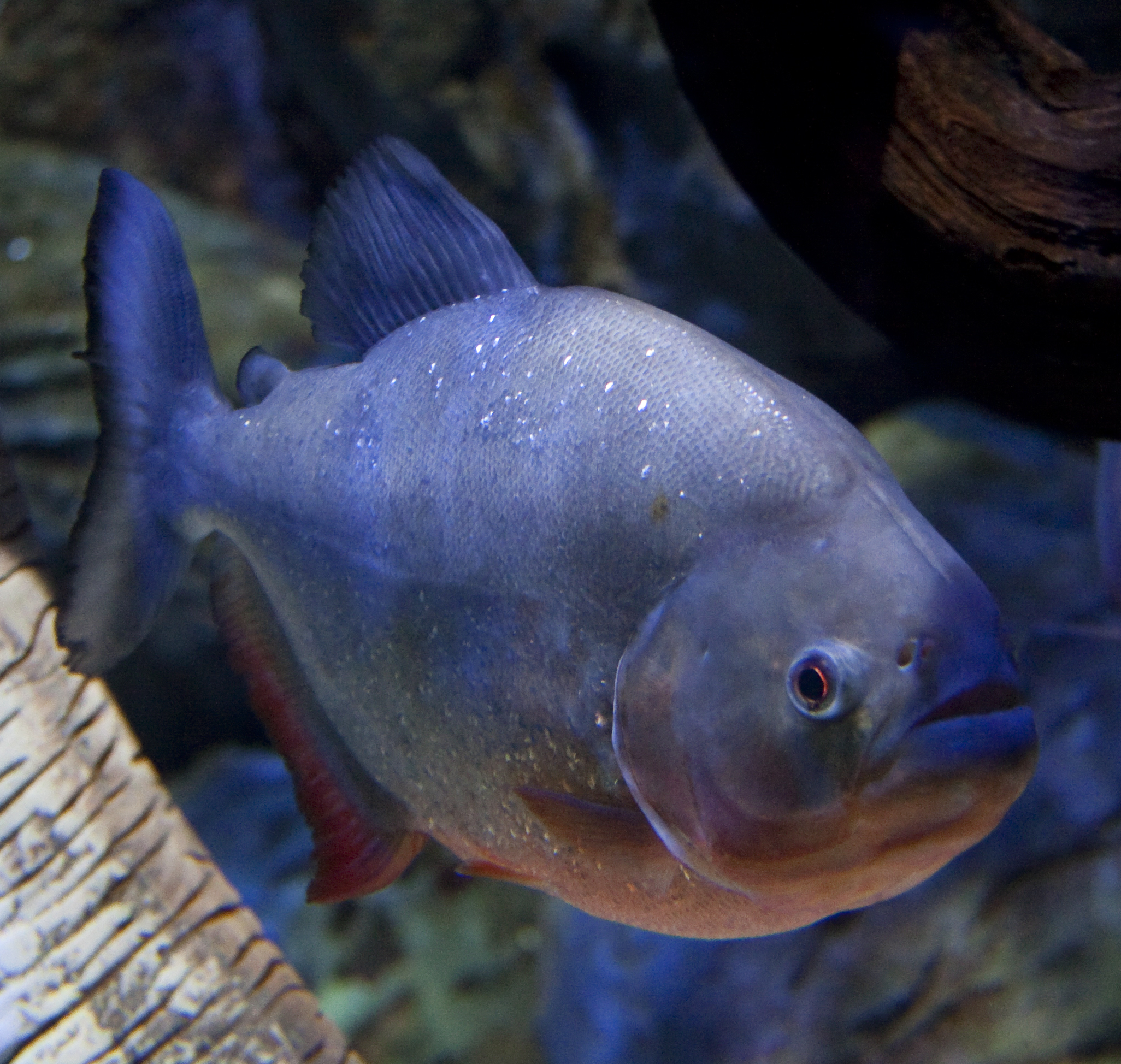
Piranhas
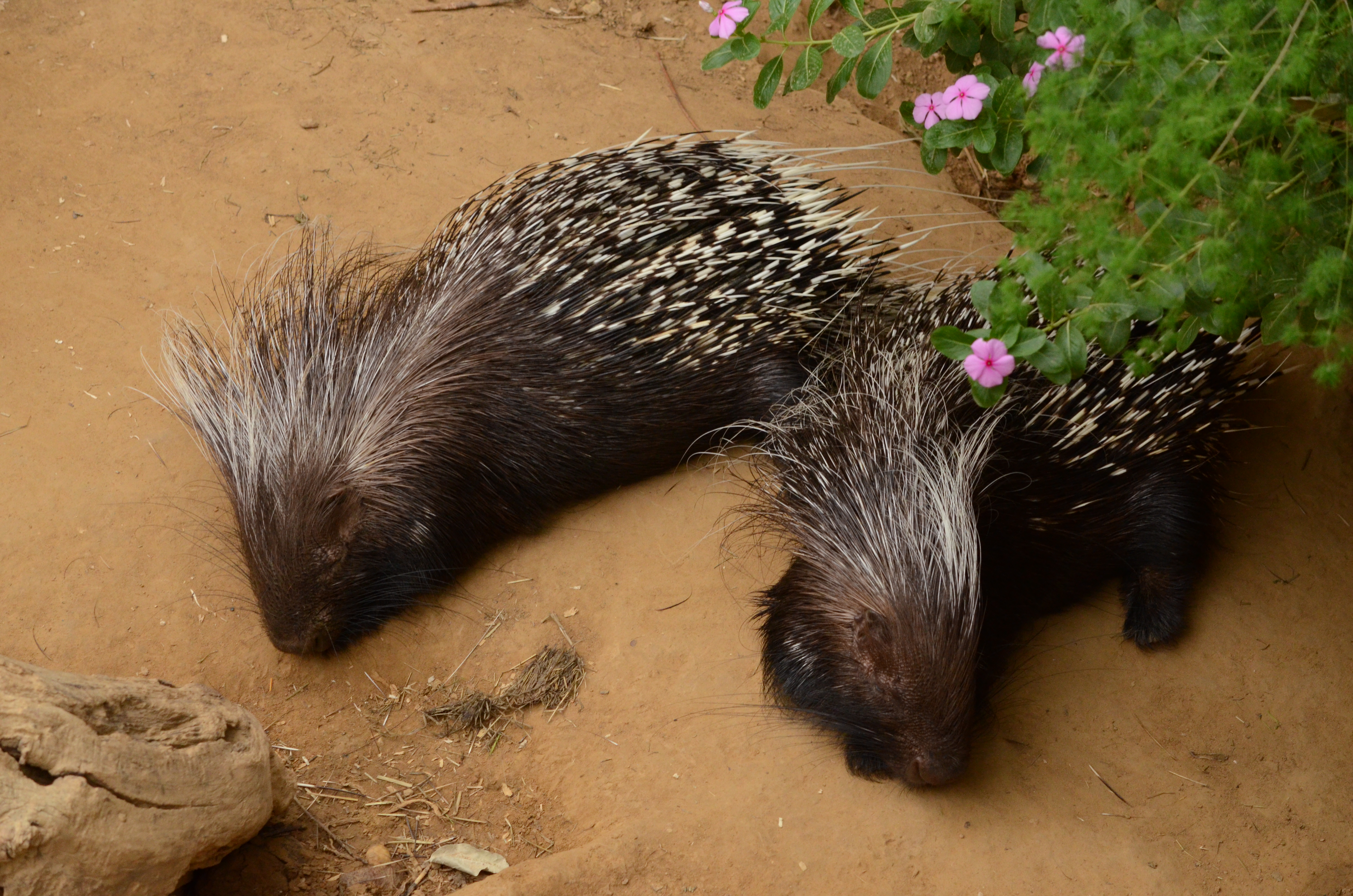
Stachelschweine
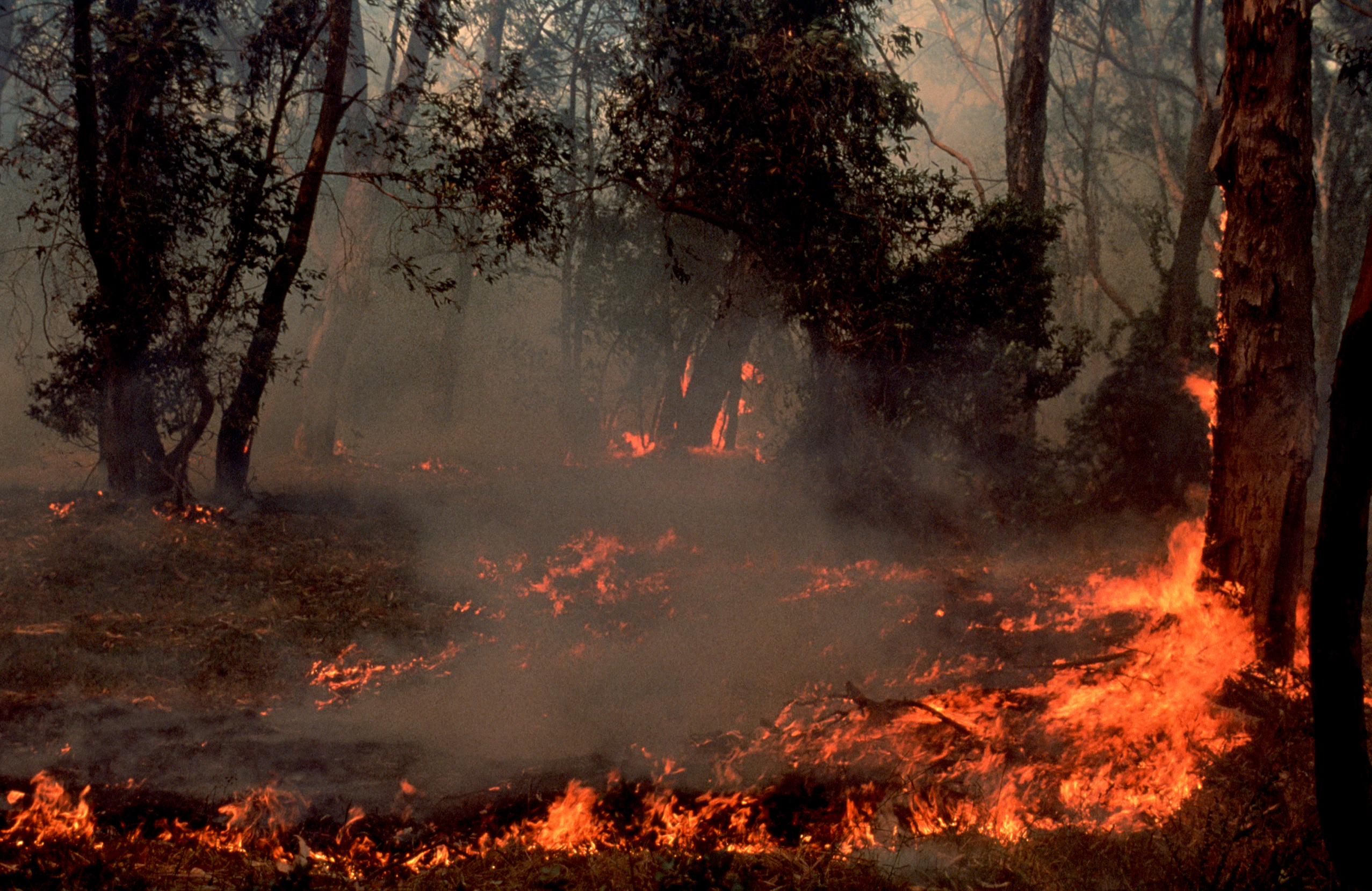
Ein Buschfeuer

Eine erste Vorstellung des Films erfolgte Mitte Juni 2018 beim Festival d’Animation Annecy. Im Frühjahr 2020 wurde er im Rahmen des virtuellen We Are One: A Global Film Festivals gezeigt.

## Auszeichnungen (Auswahl)
Palm Springs International ShortFest 2018
- Auszeichnung als Bester animierter Kurzfilm mit dem Publikumspreis (Liron Topaz, Pierre Perifel und JP Sans)